# Gevlekte cotinga
De gevlekte cotinga (Cotinga maculata, protoniem:  Ampelis maculatus) is een zangvogel uit de familie van de cotinga's (Cotingidae). Het is een ernstig bedreigde, endemische vogelsoort  in Brazilië.

## Kenmerken
De vogel is 20 cm lang; het is een opvallend overwegend blauw gekleurde cotinga. Het mannetje is van boven glanzend, donker kobaltblauw, met wat zwarte vlekjes op de rug. De keel is donkerpaars met daaronder een blauwe band over de borst. De vleugeldekveren zijn blauw, de hand- en armpennen grotendeels zwart. Het vrouwtje is dofbruin met schubvormige bijna witte vlekken.

## Verspreiding en leefgebied
De vogel komt voor in het zuidoosten van de deelstaten Bahia en het noorden van Espirito Santo en een paar waarnemingen in het noordoosten van Minas Gerais. In de negentiende eeuw kwam de vogel nog voor in de buurt van Rio de Janeiro. Het leefgebied bestaat uit ongerept, vochtig laagland regenwoud van het vroeger veel uitgebreidere Atlantisch Woud zoals dat nog bestaat in een paar bosreservaten. De vogel houdt zich vooral op in de boomkronen.

## Status
De gevlekte cotinga heeft een beperkt verspreidingsgebied en daardoor is de kans op uitsterven aanwezig. De grootte van de populatie werd in 2018 door BirdLife International geschat op 50 tot 250 volwassen individuen en de populatie-aantallen nemen af. Het leefgebied wordt aangetast door ontbossing waarbij natuurlijk bos wordt omgezet in gebied voor agrarisch gebruik. Daarnaast wordt de vogel gevangen en illegaal verhandeld. Er geldt een verbod op de handel in deze vogel, want de soort staat in de Bijlage I van het CITES-verdrag. Om deze redenen staat deze soort als kritiek op de Rode Lijst van de IUCN.